# Cybianthus densicomus
Cybianthus densicomus là một loài thực vật có hoa trong họ Anh thảo. Loài này được Mart. mô tả khoa học đầu tiên năm 1841.